# Гребенченко, Евдокия Степановна
Евдокия Степановна Гребенченко (1918 — ?) — звеньевая колхоза «Красный партизан» Лабинского района Краснодарского края. Герой Социалистического Труда (06.05.1948).

## Биография
Родилась в 1918 году на территории совремённого Краснодарского края. Русская. 
Получила начальное образование, работала в полеводческой бригаде колхоза «Красный партизан» Лабинского района, позже возглавила звено по выращиванию зерновых. 
В 1947 году её звено получило по итогам работы урожай пшеницы 32,96 центнера с гектара на площади 12 гектаров.
Указом Президиума Верховного Совета СССР от 6 мая 1948 года за получение высоких урожаев пшеницы и кукурузы в 1947 году Гребенченко Евдокии Степановне присвоено звание Героя Социалистического Труда с вручением ордена Ленина и золотой медали «Серп и Молот». 
Участница ВСХВ и ВДНХ. 
Проживала в Краснодарском крае. Дата смерти неизвестна.

## Награды
- Медаль «Серп и Молот» (06.05.1948);
- Орден Ленина (06.05.1948).

- Медаль «В ознаменование 100-летия со дня рождения Владимира Ильича Ленина» (6 апреля 1970)
- Медаль «Ветеран труда»

- и другими
- Отмечена грамотами и дипломами.

## Память

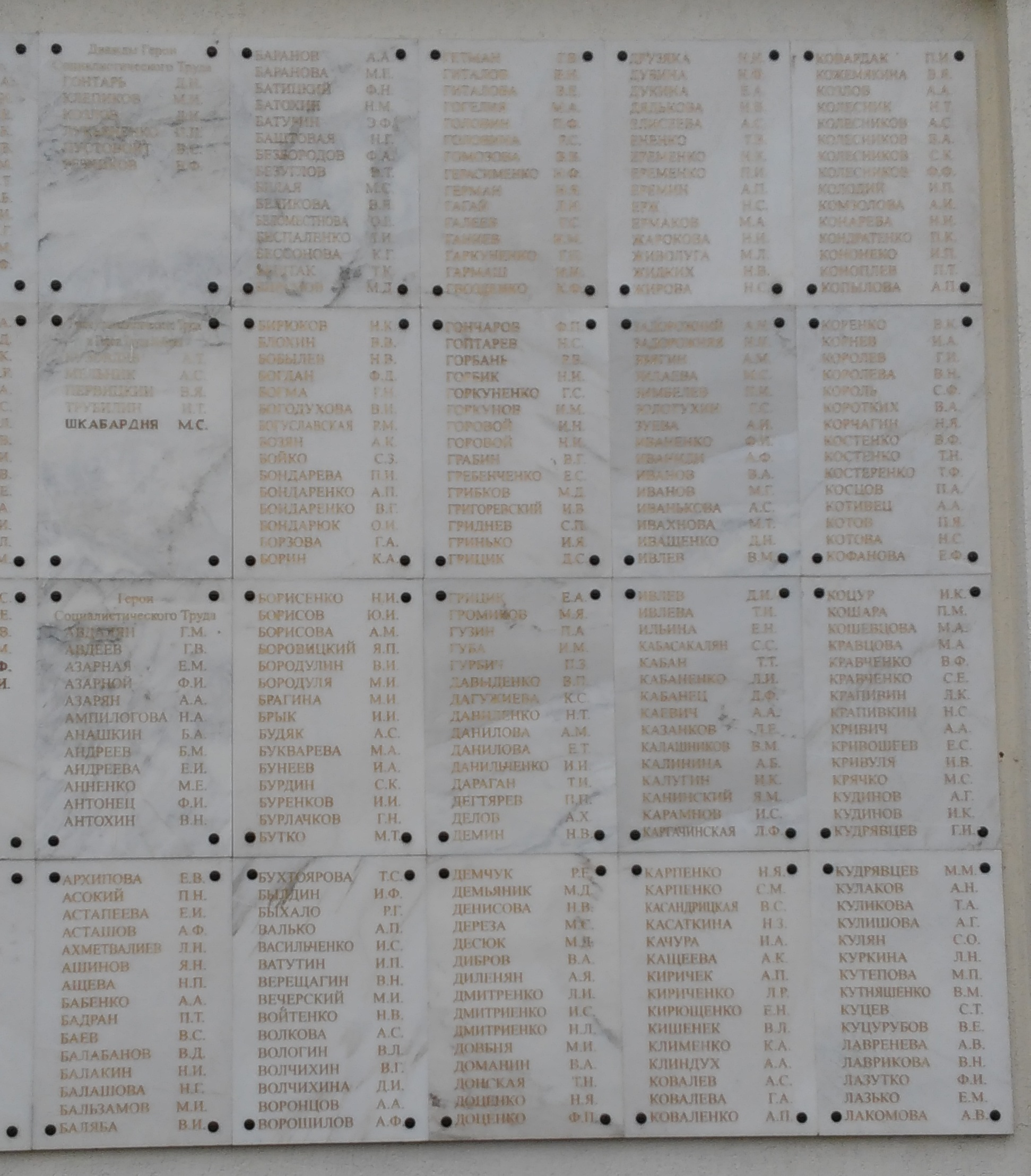
Мемориальная доска с именами Героев Социалистического Труда Кубани и Адыгеи. Краснодар 2017

- На могиле установлен надгробный памятник.
- Имя Героя золотыми буквами вписано на мемориальной доске в Краснодаре.